# Geliebte Aphrodite
Geliebte Aphrodite ist eine Komödie von Woody Allen aus dem Jahr 1995.

## Handlung
Der Sportjournalist Lenny und seine Frau Amanda adoptieren den Jungen Max, der zu einem klugen, humorvollen und schlagfertigen Kind heranwächst. Eines Tages kann Lenny seine Neugier nicht mehr zügeln und macht sich auf die Suche nach der leiblichen Mutter des Jungen. Bei dieser handelt es sich um die Prostituierte Linda, die auch sonst – besonders in Bezug auf ihren Intellekt – nicht der Vorstellung Lennys entspricht. Trotzdem werden sie Freunde, und Lenny versucht sie auf den Pfad der Tugend zurückzuführen. Er kauft sie gegen Basketball-Eintrittskarten von ihrem Zuhälter frei und versucht sie mit einem anständigen Kerl zu verkuppeln. Als seine Ehe in eine Krise gerät, schläft Lenny mit Linda, und die beiden zeugen eine Tochter, wovon er aber nie erfährt; so wie Linda nie erfahren hat, dass Lennys Sohn Max ihr leibliches Kind ist.

## Kritiken
„Ein New Yorker Sportjournalist und eine Galeristin, die feststellen, daß zum
Glück ihrer Ehe etwas fehlt, adoptieren einen kleinen Jungen. Der Mann forscht
der Mutter nach und findet sie in einer warmherzigen Prostituierten, zu der er
sich hingezogen fühlt. Was in klassischer Zeit, die durch einen griechischen
Tragödienchor repräsentiert wird, ein Trauerspiel gewesen wäre, entwickelt
Woody Allen zu einer pointen- und einfallsreichen, klugen und warmherzigen
Komödie, mit der er wiederum die Sinnsuche eines intellektuellen Stadtmenschen
beschreibt.“

## Auszeichnungen
Mira Sorvino wurde 1996 für ihre Darstellung der Prostituierten Linda als beste Nebendarstellerin mit dem Oscar ausgezeichnet. Auch Woody Allen war für das Drehbuch für einen Oscar nominiert.
Mira Sorvino gewann 1995 den National Board of Review Award und den New York Film Critics Circle Award, 1996 den Golden Globe Award, den Chlotrudis Award, den Broadcast Film Critics Association Award und den Dallas-Fort Worth Film Critics Association Award. Sie war 1996 für den Screen Actors Guild Award und den BAFTA Award nominiert.
Woody Allen war 1996 für den Writers Guild of America Award nominiert.